# أولاد عبو (سيدي بوزينب)
أولاد عبو هي إحدى مشيخات المملكة المغربية، تتبع جغرافيا لإقليم الحسيمة وإداريًا لسيدي بوزينب. يقدر عدد سكانها بـ 35724 نسمة حسب الإحصاء الرسمي للسكان والسكنى لسنة 2004.